# Baupost Group
The Baupost Group — американский хедж-фонд, основанный в 1982 году Уильямом Пурву и партнёрами Говардом Стивенсоном, Джорданом Баучом и Исааком Авербахом. Сет Клармен, приглашённый Пурву для помощи в запуске фонда, остаётся главой по сей день. В своей инвестиционной философии Baupost Group делает упор на управление рисками и ориентируется только на длинные инвестиции. Фирма, один из крупнейших хедж-фондов в мире, занимается стоимостным инвестированием. По данным Bloomberg, Baupost Group в 2011 году вошёл в пятёрку крупнейших хедж-фондов по чистой прибыли.

## Интересные факты

### Риски
Сообщалось, что Baupost Group не использует кредитное плечо в своих инвестициях, за исключением сделок с недвижимостью, где на каждый доллар, инвестированный в Baupost Group используется дополнительно 1 доллар заемного капитала.
Также сообщалось, что генеральный директор Baupost Group, Сет Клармен в ходе своей речи перед студентами в Массачусетском технологическом институте объяснил, что инвестиционные исследования, движимые эмоциями, являются рискованными и могут привести к плохим вложениям капитала.

### Доходность
С момента своего основания три частные партнерские фирмы имеют среднегодовую доходность в размере 19 %.

## Примеры инвестиционной деятельности фонда

### Добыча природных ископаемых в Меланктоне, Онтарио, Канада
В 2006 году Baupost Group основала Highland Companies — корпорацию, располагающуюся в Новой Шотландии, которая начала выкупать сельскохозяйственные угодья в городке Меланктон, что в 120 километрах к северу от Торонто. Земли приобретались якобы для земледельческих работа, а на деле для добычи из них полезных ископаемых. Скупив более 7000 акров вначале 2011 года, Highland Companies вела активную добычу сырья. Следующим шагом компании стала заявка на приобретение 2316 акров карьера известняка Amabel dolostone. Против этого выступила оппозиция, поскольку у людей, живущих неподалеку, вызывает озабоченность факт загрязнения грунтовых вод, местного природного наследия, а также ряд других появившихся проблем: грузовая техника на дорогах, шум, увеличение концентрации пыли в воздухе. В ноябре 2012 года Highland Companies отозвала заявку на приобретение карьера, тем самым удовлетворив пожелания населения.

### Проблемные облигации
Согласно статье Рейтер, что цитирует сообщение «Bank of New York Mellon v. Walnut Place LLC» и др. Baupost Group является скупщиком ценных бумаг, обеспеченных субстандартными закладными. Используя стандартный инструмент хедж-фондов — покупку проблемных облигаций — Baupost Group пытается повлиять на Банк Америки, чтобы увеличить урегулирование гарантийных обязательств по пригородным субстандартным облигациям. Если урегулирование вступит в силу, то Baupost Group заработает неплохую прибыль по ценным бумагам, которые фонд приобрел по очень низким ценам.

### Деятельность после финансового кризиса 2008 года
После финансового кризиса 2008 года Baupost Group стремилась приобрести страховку от резкого сокращения стоимости денег по причине правительственной политики. Отдел риска компании был обеспокоен, поэтому было принято решение захеджировать позиции фонда путём приобретения опционов на пятилетние казначейские облигации США. Опционы показали бы неплохую доходность, если бы цена на облигации продолжила свое падение. Тем самым компания скомпенсировала бы возможные крупные убытки в будущем.

### Европейский инвестиционный рынок
С ростом продаж проблемных долговых обязательств Европейских стран, вызванных кризисами суверенного долга, Baupost Group в 2011 году открывает свой первый международный офис в Лондоне, чтобы использовать инвестиционные возможности на европейском рынке коммерческой недвижимости, на торговле корпоративными долговыми обязательствами по причине проблемных оценок и неправильном структурировании продуктов.

## Сведения о фонде

### Штат
В 2004 году Baupost Group насчитывала 42 сотрудника. 12 из них занимались непосредственно инвестиционной деятельностью, а 30 занимались администрированием.

### Активы
Активы фонда Baupost Group составляли 30 миллионов долларов в 1982 году. По состоянию на 31 декабря 2013 года, активы составляли 29.9 миллиардов долларов.

### Офисы
- Бостон (1982 год)
- Лондон (2011 год)

### Ключевые фигуры
- Сет Клармен — основатель и президент
- Джим Муни — управляющий директор